# Плоди землі
Соки землі (норв. Markens Grøde) — роман Кнута Гамсуна, за створення якого 1920 року автор отримав Нобелівську премію. Вперше було опубліковано в 1917, відтоді його було перекладено з норвезької на безліч мов, таких як англійська, російська та інші. Роман було написано в популярному стилі нового норвезького реалізму, що домінував у країні на початку XX століття. Книжка показує, як Гамсун не хотів жити у сучасному світі та змінив свої погляди, звернувши увагу на аграрний спосіб життя та на села взагалі.
У романі використовувалися нові літературні техніки, такі як Потік свідомості. Гамсун мав тенденцію наголошувати на зв'язку між його персонажами та природним середовищем. Роман складається з двох розділів під назвами «Книга перша» і «Книга друга».
Перша книга зосереджується майже виключно на історії Ісаака та його родини, а друга книга починається з тяжкого становища Акселя, і врешті-решт, закінчуючи знову на сім'ї Ісаака. Інколи трапляється такий переклад книги: «Благословенство землі».

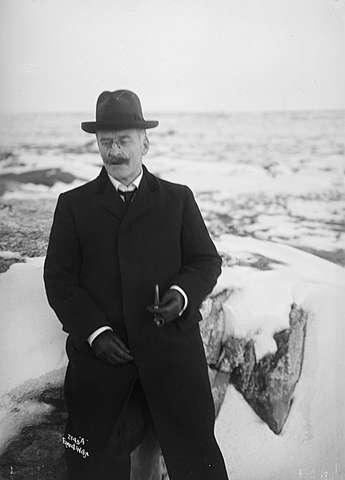
Фотографія Кнута Гамсуна у 1914 році

## Історія створення
Відчуження від суспільства і несприйняття Першої світової війни , а також несприйняття індустріального століття стало причинами переїзду Кнута Гамсуна на ферму. Там він і написав роман «Плоди землі», в якому розповідається про життя норвезьких селян-новопоселенців, які зберегли свою вікову прив'язаність до землі і вірність патріархальним традиціям. За цей твір Кнут Гамсун у 1920 році отримав Нобелівську премію з літератури.
Представник Шведської академії Гаральд Йерне у своїй промові сказав: «Ті, хто шукають в літературі… правдиве зображення реальності, знайдуть її в „Соках землі“ розповіді про те життя, яким живе кожна людина, де б вона не знаходилася, де б не працювала». Йерне навіть порівняв роман Гамсуна з дидактичними поемами Гесіода.

## Сюжет

#### Книга перша
Роман починається з історії Ісака, норвезького чоловіка, який оселився на землі, яку він вважав придатною для ведення сільського господарства. Він створив декілька стійбищ, в яких він розмістив кілька кіз, отриманих з селища. Ісаак попросив передавати лапландців, кочових корінних народів, щоб вони розповіли людям, що він потребує допомоги на своїй фермі. Врешті-решт, жінка по імені Інгер, прибула до будинку та оселилася у нього і почала працювати. Згодом вони покохали один одного і в них народилися діти.
Ленсманд  Гейслер прийшов на ферму в один прекрасний день, інформуючи їх про те, що вони перебувають на державних землях і, що їм потрібно купити їх і, що він може їм допомогти у цьому. Вони назвали ферму Селланра (укр. — Андріїв наділ). Незабаром, Гейслер був звільнений з його посади, яку займав після різкого випаду від свого начальника і згодом був заміщений Ленсмандом Гейєрдалем. Одного разу, поки Ісаак виїхав з ферми, щоб продати бика у селище поблизу, Інгер народила дитину та вбила немовля, побачивши, що це дівчинка і в неї теж є заяча губа, через що вона буде страждати в житті.
Коли одного разу Оліна, родичка Інгер, відвідала ферму то з'ясувала, що Інгер убила дитину. Оліна почала поширювати новини про це. Тоді одного жовтневого дня Ленсманд з'явився на порозі, щоб розслідувати і знайти докази, що стосуються цього злочину. Інгер по завершення розслідування повинна була понести восьмирічне покаранням у в'язниці.
Через деякий час повернувся Гейслео, який був зацікавленим в добувані і можливій побудові шахт міді біля Селланра. Очевидно, Гейслер не приїхав до ферми тільки за рудою, він також мав намір звільнити Інгера з в'язниці якомога швидше.
Бред Олсен, помічник Ленсманда, тепер оселився на землі на півдорозі між Селандрою та селом, ферма у якій він жив називалась Брейдабліком.
Тим часом Інгер народила ще одну дівчинку, Леопольдін, у в'язниці. Наступного дня Гейслер повернувся в Селандра. Він вперше звернувся до питання про мідні шахти, купив землю на 200 далерів у Ісаака — гроші, нечувані для останнього до цього дня. Гейсслер також говорив про Інгер та про те, як він подав доповідь королю і губернатору стосовно справи, яка вимагала її звільнення. Інгер повинна була бути звільнена якщо б все склалось вдало. Ісак був приголомшений великодушністю Гейслера.
У місцевості де вони мешкали відбулися великі змін, поки Інгер не було. Вона більше не мала заячої губи, а у неї був тепер тільки шрам на обличчі. І тепер вона була з дочкою Ісаака. Коли один із телеграфних інженерів зупинився в будинку Ісака, Елесеусу запропонували працювати під його доглядом у селищі і Елесеус погодився та пішов працювати в місто.
Новий поселенець який прибув до селища мав на ім'я Аксель Стрьом. Він назвав свою ферму Манеланд (укр. — Гриваста). Бреде запропонував Акселю, щоб йому допомагала дочка Барбру на новому місці.
Інгер ще раз народила дочку на ім'я Ребекка. Оліна прибувши через якийсь час, сказала сім'ї, що дядько Сіверт, страшно захворів. Залишивши після себе непевний заповіт. Зрештою, дядько Сіверт помер, а пізніше фортуна повинна була обрати спадкоємця.
Гейслер та кілька потенційних покупців шахт приїхали на ферму на конях одного дня. Гейслер виступав як адвокат Ісака і продав ділянку землі Ісака за чотири тисячі крон. Ісак дивується тим, скільки Гейслер допоміг йому заробити грошей і його милосердю.
Прибули новини про те, що Брейдабліка буде продаватися. Реальна причина, по якій Бреді продавав своє місце, полягала в тому, що в селі з'явилися гроші, пов'язані з банками та магазинами, але вони змусили це здаватися, ніби він продавав це місце на власній волі, щоб уникнути ганьби.
В останній частині першої книги розповідається про Ісака, який отримав ще одне чудо для своєї ферми(подарунок), на цей раз — косинувальну машину. Він намагається зібрати її, але не може. Він просить допомоги від Єлесея через його обізнаність у читані, щоб допомогти йому зібрати її. Люди з усього села збираються подивитися на чудо техніки, щоб побачити цю розкіш у використанні. А через те що вона була справна у використанні Ісаак вирішує відправити Елисея на навчання до міста.

### Друга книга
Після того, як чиновники перевірили заповіт, у сім'ї відбувся шок, виявилося що дядько не залишив нічого з його долі їм.
Ісаак пішов на аукціон Брейдабліка. Аксель, на подив усіх, купив ферму. Коли його попросили пояснити чому він це зробив, він сказав, що купує її за чужим іменем, тобто відбувалися певні махінації. Тим часом Елисей покинув ферму і відправився назад у місто на роботу, яка згодом стала йому не доступною.
Третього вересня Аксель не міг ніде знайти Барбру /укр. Варвара/, хоча шукав скрізь. Він обшукав все, і врешті-решт, знайшов її на берегах потоку. Він цікавиться тим, що сталося, з дитиною Варвари. За її словами, вона недалеко від потоку збирала лозу для виготовлення ковшів, коли раптово впала в річку, і там вона народила. Було надто пізно рятувати її коли дитина вже потонула. Аксель пішов шукати немовля і знайшов його під купою моху і гілочок, загорнуто в тканину. Він побіг додому за лопатою, щоб поховати його як слід. Згодом вони посварились і Барбру, в розпалі злості, зізналася, що вона вбила дитину і кинула її з човна. В ту зиму Варвара пішла із села, щоб відвідати стоматолога. Аксель не мав віри в те що вона повернеться, і, як він передбачив, вона поїхала в Берген, щоб залишитися там і відповідно не повернулась.
Одного разу Аксель вирушив до лісу, і там побачив як Бреде піднімається вгору, швидше за все, щоб виправити щось, що відноситься до телеграфної лінії.
Згодом коли Аксель раптом почав рубати дерево, його нога врізалася в щілину в камені, а дерево на нього впало. У той день, вночі почалась хуртовина. Аксель кілька годин намагався звільнитися, але не зміг дотягнутися до сокири, що лежить на землі, щоб вивільнитися. Аксель кричав до Бреде, сподіваючись, що він скоро допоможе йому.
Звичайно, через кілька годин, Бреде прийшов, але просто проігнорував його. Він не підійшов і покинув Акселя, щоб той помер. Коли вся надія була втрачена, Оліна знайшла Акселя. Вона звільнила його і допомогла йому повернутися додому. На зворотному шляху вони зіткнулися з Бреде, який стверджував, що коли він побачив Акселя на землі, він не виявив жодних ознак необхідності допомоги йому.
Наступного дня новини повідомляли, що у місцині з'явився новий поселенець. Він був, мабуть, дуже багатим і збирався відкрити магазин у місці. Його звали Аронсон, і він назвав своє місце проживання Сторборг. Настала весна, і інженери та робітники з Швеції почали працювати на шахті. Сторборг процвітав.
Робота на шахті триває, але з'явилися новини про те, що видобуток руди не йде так добре, як обіцяно. Як і очікувалося запаси руди зменшувалися і робітники почали звільнятися. Тепер, коли шахта вважалася використаною, інженер хотів придбати землю на південь від води, що належить Гейслеру. Гейслер передбачав, що це станеться, і він запропонував землю за непристойно велику ціну, показуючи, що йому нема чого втрачати, якщо вони не хочуть його купувати.
Врешті-решт, злочини Варвари були виявлені, і її заарештували в Бергені, місті, де вона перебувала. Тепер настав час провести судовий процес по справі Варвари та Акселя. Дивно, що дружина Ленсманда, Фре Хейердаль, виступила в захист Варварі, виголосивши чудову, красномовну промову, яка приголомшила всіх. Очевидно, що судді пронизались цією промовою, а Варвара та Аксель були повністю помилувані.
Тим часом Аронсен був лютий, через те що Гейслер відмовився продати свою ділянку землі гірничорудній компанії.
Його торговий бізнес залежав від великої кількості торгових перевезень, але, оскільки більше не було товарів, то і не було більше клієнтів. Гейслер пробував робити всілякі каверзи. Вся доля та економіка району залежала від того, чи продасть Аронсен землю. Врешті-решт, Аронсен, продав своє місце Елисею, який вирішив стати фермером. Гейслер, нарешті, отримав свою землю, і шахта знову запрацювала. Пізніше Аронсен повернувся, щоб викупити ферму в Елисея, але безрезультатно.
Барабру повертається до Акселя Стрьома. За деякий час стара інтригантка Оліна помирає.
Коли Елисей повернувся до дому, він поговорив окремо з Сівертом, розповідаючи йому свої великі плани, про те, як він почне нове життя у США. Сіверт був шокований і порадив братові не йти, але, побачивши, що це було марно, він дав йому 25 крон на його подорож. Єлесей залишив рідний край і ніколи більше не повернувся. То, що колись було безплідною землею, тепер була багатою переселенцями і розвинутою землею все почалося з одного піонера Ісаака, який і далі продовжив жити на землі.
Далі автор порівняв Ісаака із норвезьким селянином, який живе уже 900 років. Гамсун зробив такий висновок: Ті хто був в місті ніким, змогли себе знайти бо життя є багатогранним, світ є великим і він вирує життям.

## Основні теми
Головні герої Гамсуна часто були вигнанцями та бродягами, які виступали проти цивілізації, індустріалізації та модернізації.
Це були своєрідні особистості, які не довіряли організованому суспільству, були подібними до самого Гамсуна. Роман «Плоди Землі» виражає філософські теми такі як:
- «повернення в лоно природи»
- існування у межах селянського життя.

Цей твір проповідує і протиставляє прості цінності селян індустріальному суспільству, демонструючи глибоку неприязнь до культури споживання і, пропагуючи натомість, культуру продукування і праці.
Роман показує прихильність Гамсуна до селян і неприйняття сучасного йому і завтрашнього світу.
Він виступав проти натуралізму та реалізму і хотів, щоб «сучасна література втілювала складні тонкощі людського розуму». Гамсун вважав, що справжня природа людини може бути виявлена лише через суб'єктивний та нераціональний підхід. Він також виклав свої політичні переконання та свої ідеологічні позиції у даній книзі, що для письменника є доволі характерним.
Головний герой роману Ісаак відповідає баченню Гамсуна ідеального індивідуума і виступає певним символом усіх працівників на землі. Він не має жодного зв'язку з індустріалізованим суспільством або сучасністю, і коли він робить щось навіть мало-мальськи пов'язане з сучасним суспільством, це зазвичай висвітлено у негативному світлі. Наприклад, коли, йому треба було купувати земельні угіддя від держави, Ісак не міг розібратися у цьому, оскільки він у минулому з подібними речами не стикався і йому нічого перейшло на розум.
Основною темою твору є постійна напружена робота. Це відноситься як до особистих так і до робочих якостей.
Напружена робота це те що потрібно будь-якій людині щоб реалізуватися, без праці нічого не буде.

## Стиль
Роман написаний у стилі норвезький новий реалізм, який використовувався в пізніших романах Гамсуна. Цей стиль був розвиненим та ним користувалось безліч письменників Норвегії у першій половині 20 століття в національній літературі. Гамсун використовував нові методи, такі як потік свідомості або внутрішній монолог. Цей метод дає читачеві уявлення про те, що думає персонаж.

## Персонажі
- Ісаак — головна дійова особа роману . Людина, яка посвятила своє життя землі.
- Інгер — дівчина, як мала фізичну ваду  — заячу губу. Не знайшовши щастя в своєму поселені вирішує піти у ліс, і приєднується до Ісаака і разом з ним створює сім'ю.
- Оліна — родичка Інгер. Бідна і дуже заздрісна дівчина.
- Гейслер — на початку книги лінсман (посадова особа) найближчого поселення. У зв'язку з конфліктом із селянами був вимушений покинути поселення. Дуже добре відносився до Інгер і Ісаака. Під час тяжких моментів їхнього життя приходив на допомогу.
- Єлесеус (Елисей) — перший син Ісаака та Інгер. Не відчував ніякої зацікавленості до землеробства. Його починання — робота в конторі, відкриття магазина та всі інші закінчуються провалом. Зрештою, він відправляється в Америку, звідки уже і не повернувся.

Він не годився в теслярі, він годився тільки на те, щоб писати букви, на це спроможні не всі і не кожний, але дома нікому не було дано оцінити його прекрасну освіченість, крім матері.

- Сіверт — другий син Ісаака і Інгер. Продовжувач справи батька.
- Бреде Ольсен — другий після Ісаака новий поселенець в окрузі. Його помістя називаєтеся Брейдаблік. Приклад того, як не потрібно вести господарство.
- Аксель Стрьом — один з нових поселенців. Простий, але дуже працелюбний. Під кінець роману одружується на Барбру.

 — Адже люди як-не-як важливі тварини, — сказав він. Аксель ж думав зовсім по-іншому: — Тварина важливіша, а люди завжди знайдуть собі прихисток на зиму.

- Барбру (Варвара) — дочка Бреде. Спочатку описується з негативної сторони. Не знайшовши себе у великому місті змушена вернутися назад до батька. Після багатьох пригод знаходить себе і виходить заміж за одного з нових поселенців Акселя Стрьома.

## Адаптації
За романом було знято однойменний фільм (1921). Над перекладом «Плодів землі» українською мовою у 1930-х роках працював Йосип Зорянчук.